# Гламочко-ливањски партизански одред
Гламочко-ливањски народноослободилачки партизански (НОП) одред је био партизанска јединица у саставу Народноослободилачке војске и партизанских одреда Југославије током Другог светског рата у Босни и Херцеговини.

## Историјат
Формиран је крајем априла 1943. у саставу 10. дивизије НОВЈ. У мају је имао Гламочки и Сајковачки батаљон, а у јуну још Ударни батаљон и Ливањску чету. Дејствовао је прво на територију која је обухватала гламочки срез, горње Ливањско поље и северозападно планинско подручје према Дрвару и Босанском Грахову. У јуну територија Одреда је проширена на читаво Ливањско поље и планину Цинцар. Припајањем Сајковачког батаљона Граховско-пеуљском НОП одреду и издвајањем ливањских чета у засебан Ливањски НОП одред, територија Одреда сведена је поново на тадашњи гламочки срез. С обзиром на то да је територија Одреда била претежно ослобођена, главни задаци Одреда били су мобилизација нових бораца, борба против мањих четничких група и одржавање веза међу јединицама 2. босанског корпуса. У августу 1943. Одред је ушао у Гламоч и учествовао са 10. крајишком бригадом у нападу на Ливно. Из Одреда је вршена попуна других јединица НОВ. Тако је 31. августа 1943. његов Ударни
батаљон ушао у састав 9. крајишке бригаде, а 6. новембра Сајковачки батаљон у Граховско-пеуљски НОП одред. Октобра 1943. Одред је подељен на Гламочки и Ливањски НОПО; први је ушао у састав новоформиране 20. дивизије. Фебруара 1944. Одред је у саставу 10. дивизије. Од јула 1944. у садејству са Ливањско-дувањским НОП одредом води борбе против четника на подручју Ливна и Гламоча, а 10. октобра 1944. ушао је у састав Ливањско-дувањског НОПО као његов четврти батаљон.